# Erich Christoph von Plotho

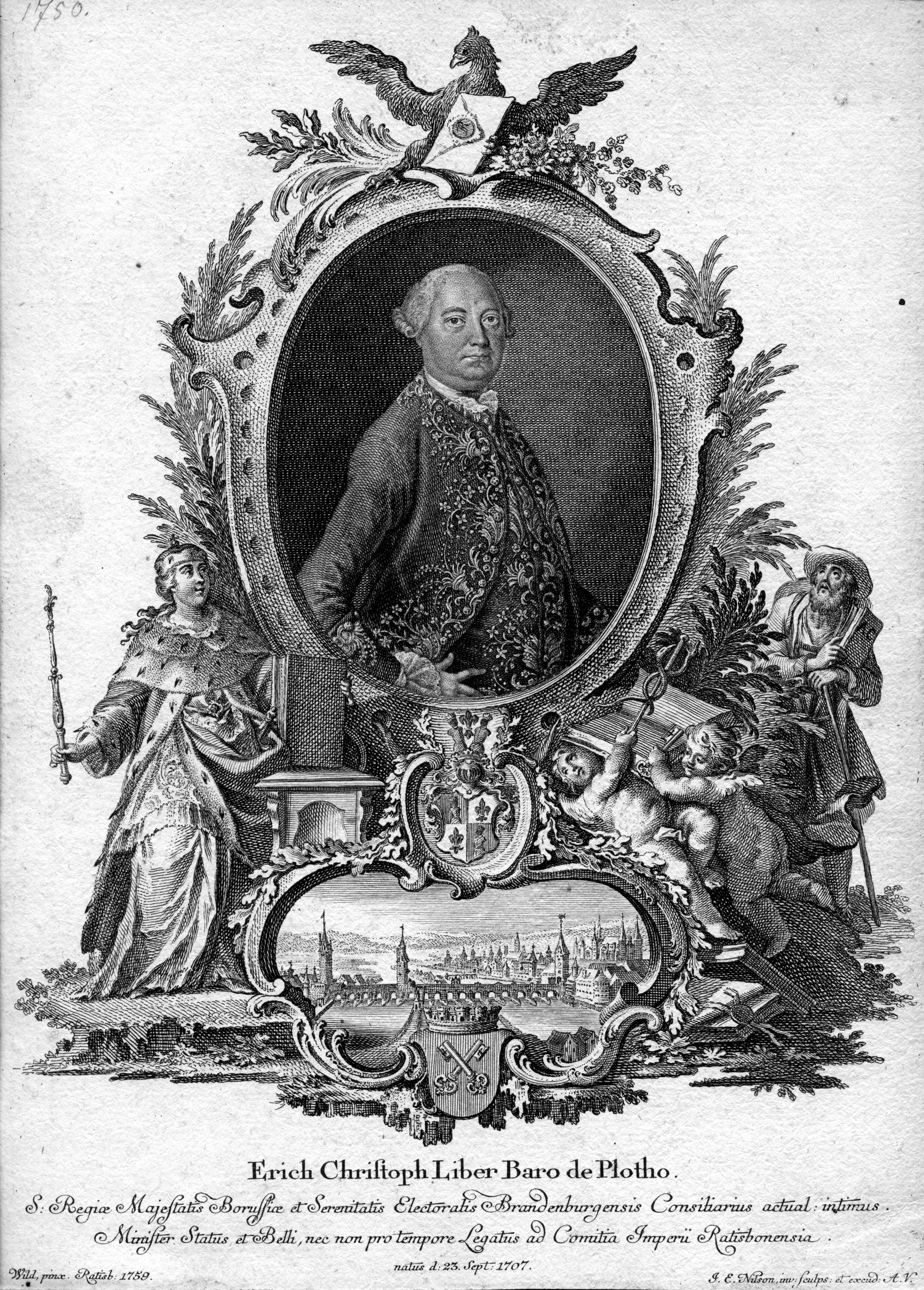
Erich Christoph von Plotho

Erich Christoph Edler Herr und Freiherr von Plotho (* 23. September 1707 in Parey; † 27. Januar 1788 in Zedtwitz) war ein deutscher Politiker und Gesandter von Preußen am Immerwährenden Reichstag in Regensburg.

## Herkunft
Er stammte aus dem Adelsgeschlecht von Plotho. Seine Eltern waren der spätere preußische Justizminister Ludwig Otto Edler Herr und Freiherr von Plotho (1663–1731) und dessen Ehefrau Christiane von Brandenstein.

## Leben
Nach dem Rechtswissenschaftsstudium an der Universität Frankfurt wurde er am 30. März 1734 Legationsrat der preußischen Gesandtschaft zu Regensburg unter Freiherrn von Danckelmann. Da erhielt er von König Friedrich Wilhelm I. den Auftrag, mit dem Bischof von Salzburg Leopold Anton von Firmian über die Entschädigungen für die aus Salzburg vertriebenen Protestanten zu verhandeln.
Am 20. August 1737 bat Plotho darum, abberufen zu werden, damit er sich um seine Güter kümmern konnte. Die Verhandlungen mit den Salzburgern endeten erst 1740. Am 16. September 1739 wurde er zum Geheimen Justiz- und Oberappellationsgerichtsrat in Berlin ernannt, was ihm ein Gehalt von 700 Talern einbrachte. Er übernahm 1741 eine diplomatische Mission nach Hannover, wo er bevollmächtigter Minister wurde. Dort hatte er die Aufgabe, zu verhindern, dass die Annäherung zwischen Brandenburg und Frankreich zum Bruch mit Hannover führt. Plotho war sogar als Botschafter für England im Gespräch, wurde aber nach zwei Jahren zurückgerufen.
Am 5. November 1742, nach anderen Quellen 1744, erfolgte seine Ernennung zum Regierungspräsidenten in Magdeburg als Nachfolger von Karl Friedrich von Dacheröden (1705–1742). Dieses Amt übte er bis 1748 aus. Von 1744 bis 1753 gehörte ihm in Magdeburg das Knautsche Palais. Nach dem Frieden von Dresden zog er sich zunächst auf die Güter seiner Frau zurück und lebte mehrere Jahre im Hessischen auf Schloss Arnstein oder auch im Fränkischen auf den Gütern bei Ansbach und Bayreuth.

## Gesandter in Regensburg und Ende der Karriere
Als der kurbrandenburgische Gesandte am Reichstag in Regensburg, Adam Heinrich von Pollmann, am 30. November 1753 starb, war es schwierig, einen Nachfolger zu finden, nicht nur weil das Gehaltsangebot von 1200 Talern so niedrig war. Durch sein Vermögen war Plotho nicht vom Geld abhängig, und so wurde dem König vorgeschlagen, ihn als Gesandten zu ernennen. Als Anreiz sollte er den Titel eines Wirklichen Geheimen Etats- und Kriegsministers bekommen. So wurde Plotho am 19. Februar 1754 zum brandenburgischen Comitialgesandten und zum preußischen Staatsminister ernannt. Am 22. April empfing er seine Instruktionen und im Juli 1754 traf er in Regensburg ein. Seine Position nahm er während des Siebenjährigen Krieges zur Zufriedenheit seines Königs Friedrichs II. wahr, obwohl er noch vor Beginn des Krieges einen skandalösen Vorfall verursachte, der im ganzen Reich Aufsehen erregt hatte. Nachdem Plotho in Regensburg sein Quartier im Obergeschoss des großen Hauses in der Glockengasse Nr. 1 bezogen hatte, in dem auch die weithin bekannte Elefantenapotheke untergebracht war, wurde er 1757 im Auftrag der Reichsversammlung von einem Notar aufgesucht, der ihm ein für seinen König bestimmtes Dokument verlesen und überreichen wollte. Im Dokument wurde der preußische König Friedrich der Grosse aufgefordert, vor dem Reichshofrat  als einem der beiden höchsten Gerichte des Reichs zu erscheinen.
Plotho verweigerte die Annahme des Dokuments und geriet so in Zorn, dass er den Notar als Flegel bezeichnete und sogar begann, ihn körperlich anzugreifen. Am Ende verweigerte er die Annahme des Dokuments, zerrte den Notar aus dem Zimmer im Obergeschoss auf die Galerie und befahl seinen Bedienten, den Notar über die den Binnenhof umrahmenden Renaissancegalerien zu werfen. Die Bedienten führten den Befehl nicht aus, sondern geleiteten den Notar hinaus, der die Geschehnisse dann öffentlich so verbreitete, dass deren Ablauf im ganzen Reich bekannt wurde und viel Aufsehen erregten.
Das anmaßende Auftreten des Gesandten führte dazu, dass die Erklärung des Reichskriegs gegen Brandenburg und Hannover auch von den meisten evangelischen Reichsständen getragen wurde. Mit dem Versuch, einen evangelischen Gegenreichstag in Mühlhausen, Goslar oder Nordhausen einzuberufen, schürte er aber den Verdacht weiter, dass Brandenburg das Reich zerstören wollte. Erst danach wurde er vorsichtiger und reiste noch während des Krieges an viele Fürstenhöfe. Durch seine Immunität als Abgeordneter geschützt, besuchte er auch die süddeutschen Fürstenhöfe und konnte einen Stimmungsumschwung erzielen. Das führte letztlich dazu, dass ein von Österreich angestrebtes Verfahren, Friedrich II. in Reichsacht zu nehmen, scheiterte. Plotho hatte in dieser Zeit viele Ausgaben, die ihm sein Vermögen kosteten. Er hatte in vielen Städten seine Agenten, so zum Beispiel Isaak Iselin in Basel, für die er auch Geld vom König erhielt.
Nach dem Krieg wollte er vom König dieses Geld erstattet haben. Er tat das wohl wenig geschickt, denn er fiel nun in Ungnade. Dazu kam, dass er Zahlungen des Salzburger Erzbischofs, 18.427 Taler und 8 Groschen, einbehalten hatte. Gegen den Rat seiner Minister trieb der König die Rückstände bei Plotho ein. Der konnte aber nicht zahlen, und so zog die Justiz 392 Taler jährlich von den Besitzungen des Bruders auf Parey ein. Am 26. April 1766 reichte Plotho seinen Abschied ein und zog sich auf die Güter seiner Frau zurück.
Noch am 30. April 1770 baten die Minister den König, das Verfahren einzustellen, und verwiesen auf die Verdienste von Plotho. Und so verlebte er die letzten Jahre auf den Gütern seiner Gemahlin in den Markgrafschaften Ansbach und Bayreuth; außerhalb seines Vaterlandes. Er starb dort am 27. Januar 1788.

## Familie
Er heiratete am 13. August 1743 Freiin Charlotte Wilhelmine Eleonore von Bodenhausen (* 11. Februar 1720; † 1780), Tochter von Otto Wilke von Bodenhausen (1681–1742), auf Arnstein, und der Eleonore Magdalene von Stein. Das Paar hatte mehrere Kinder, darunter:
- Otto Ludwig (1744–1815, bayer. Adel 1814), Herr auf Zedtwitz, Isaar, Joditz, Hofeck, Scharten, Saalenstein und Schlegel, preußischer Kammerherr[5]   ⚭ I. Heinrika Christiana Carolina von Beulwitz adH Closchwitz (~1753–1802) ⚭ II. Freiin Marie Elisabeth von Hoyer (1788–1849)[6]
- Wilke Friedrich (1745–1810), auf Parey.
- Louise Eleonore (1748–1810) ⚭ Kammerherrn Georg Christoph Freiherr v. Reitzenstein (1753–1840), Herr auf Konradsreuth.